# Combret
Combret település Franciaországban, Aveyron megyében. Lakosainak száma 258 fő (2022. január 1.). Combret Belmont-sur-Rance, Laval-Roquecezière, Rebourguil, Saint-Juéry, Saint-Sernin-sur-Rance, Saint-Sever-du-Moustier és La Serre községekkel határos.

## Népesség
A település népessége az elmúlt években az alábbi módon változott:
| Lakosok száma | 462  | 327  | 271  | 294  | 283  | 271  | 270  | 265  | 261  | 258  |
|               | 1968 | 1982 | 1990 | 2006 | 2013 | 2015 | 2017 | 2019 | 2020 | 2022 |